# のぞいてFeel Me Touch Me
『のぞいてFeel Me Touch Me』は、1986年12月5日に発売された、THE GOOD-BYEの11枚目のシングルである。

## 概要
メンバーが撮影した8mmビデオを野村が編集したビデオクリップも制作された。 
また、このシングルから最後のシングルまでは、カセットテープも発売され、カラオケも収録されている。（カラオケは未CD化）

## 収録曲
- SIDE A

1. のぞいてFeel Me Touch Me [4:12]
作詞:野村義男／作曲:曽我泰久・P.Willson／編曲:THE GOOD-BYE
  - NTT東日本「ハウディ」CMソング。

- SIDE B

1. We All Shine On [4:24]
作詞・作曲:野村義男／編曲:THE GOOD-BYE

## 楽曲の収録アルバム
- ＃6 DREAM（#1）
- OLDIES BUT Good-Buy! vol.II（#1）
- Anthology 1983〜1990（#1）
- READY! STEADY!! THE GOOD-BYE!!!（#1、#2）
- ＃6 DREAM（リマスター盤）（#1、#2）